# Eleutherocarpida
Le Eleutherocarpida sono un sottordine di cnidari Staurozoa comprendente meduse sessili peduncolate ottenute dalla modificazione dell'esombrella.
Il sottordine Eleutherocarpida si distingue per l'assenza di claustrum, un tessuto che divide transversalmente le quattro sacche gastriche nelle Cleistocarpida. Questi cnidari vivono in forma bentonica, sono litoranee ed epifitiche (cioè ancorate alla vegetazione sommersa). L'ombrella caliciforme presenta 8 ciuffi marginali di tentacoli capitati ricchi di cnidociti e cellule mucipare tra le quali sono allocati i ropali.

## Sistematica
La classificazione tassonomica del sottordine è poco chiara: da un lato il claustrum, la caratteristica peculiare che distingue le Eleutherocarpida dalle Cleistocarpida, sembra essere presente anche in altri ordini di stauromeduse ed è quindi poco indicativa come riferimento per la sistematica. Le analisi genetiche sulle specie del sottordine sono molto scarse: infatti solamente alcune Lucernariidae sono state finora analizzate.  Tale analisi suggerisce che le Eleutherocarpida non formino un clade e l'intera organizzazione tassonomica delle stauromeduse andrebbe rivista. 

Le Eleutherocarpida sono attualmente classificate in quattro famiglie secondo World Register of Marine Species e Integrated Taxonomic Information System (ITIS):
- Kishinouyeidae  Uchida, 1929
- Kyopodiidae  Larson, 1988
- Lipkeidae  Vogt, 1887
- Lucernariidae  Johnston, 1847